# Royal Arsenal
Il Royal Arsenal, originariamente Woolwich Warren, era una fabbrica di manifatture militari, con aree predisposte ai test sulle munizioni e per la ricerca sugli esplosivi, situata a Woolwich, sulla riva meridionale del Tamigi, nella zona sud-orientale di Londra. Fu costituito nel 1671 in un magazzino di stoccaggio, su una superficie di 125 000 m². Vi si aggiunsero nel 1695 un laboratorio di armamenti e nel 1717 una fabbrica di armi (la Royal Brass Foundry). Nel 1777 la superficie fu estesa a 400 000 m².
Nel 1886 un gruppo di operai impiegati dell'officina Dial Square, nel Royal Arsenal, fondarono il Dial Square, che sarebbe divenuto l'attuale Arsenal Football Club. Con lo scoppio della prima guerra mondiale, e la sempre maggiore richiesta di armi e munizioni, l'arsenale conobbe il momento di massima espansione, arrivando a occupare una superficie di 1285 acri e dando lavoro a circa 80.000 persone.
Con la fine del conflitto, e la successiva riconversione industriale, la fabbrica venne ridimensionata, fino alla sua definitiva chiusura nel 1967. Nel 1994 il Ministero della difesa britannico lasciò definitivamente l'area, che dopo una serie di lavori di ristrutturazione finiti nel 2010, è stata aperta al pubblico e svolge la funzione di polo museale e ricreativo.